# SG 500 Jagdfaust
El Sondergerät SG 500 Jagdfaust (puño de caza, en alemán) o Jägerfaust (puño del cazador) fue un cañón sin retroceso antibombardero, diseñado para emplearse a bordo del avión cohete Me 163 Komet de la Luftwaffe durante la Segunda Guerra Mundial. 

## Diseño
Su diseño estaba basado en el Schräge Musik, el afuste de cañones automáticos en posición vertical disparados manualmente que tuvo un amplio uso en los escuadrones de cazas nocturnos de la Luftwaffe.
El Komet era tan veloz que a los pilotos les resultaba difícil disparar los proyectiles necesarios para destruir un bombardero en una sola pasada. El Jagdfasut fue desarrollado para resolver este problema. Un proyectil de 50 mm iba instalado dentro de un tubo lanzador, fijado en su lugar por dos pasadores delgados. Cinco tubos de este tipo iban montados verticalmente en cada ala. Para asegurarse que serían disparados en el momento preciso, el arma tenía un sencillo gatillo automático, que era un fotorresistor accionado por la silueta oscura de un bombardero Aliado contra el cielo, disparando los cañones del Jagdfaust. Al ser disparado, la fuerza del lanzamiento rompía los pasadores que sostenían el tubo lanzador y éste sería eyectado hacia abajo para contrarrestar el momento de la fuerza explosiva del proyectil. Por lo cual el vuelo del avión no se veía afectado.
El Jagdfaust empleaba el proyectil Minengranate de 50 mm, cuyas delgadas paredes reducían la cantidad de esquirlas por una mayor carga explosiva; al detonar cerca de un avión con estructura de metal, ésta se transformaría en esquirlas con un devastador efecto. Toda el arma fue diseñada para reducir gastos. Debido a que había sido ideada para emplearse a corto alcance, el proyectil tenía una forma aerodinámica ineficaz, por lo cual podía ser fácilmente estampado o forjado. Sus tolerancias eran variables, ya que la precisión a largo alcance no era un problema. En lugar de una banda de rotación, el proyectil tenía una base acampanada y era torneado para encajar las estrías. El tubo lanzador estaba hecho de acero dúctil, ya que no era necesario que mantenga su estriado tras múltiples disparos. El proyectil empleaba un sencillo modelo de espoleta, en lugar de la más compleja AZ 39. Probablemente el proyectil era suministrado pre-ensamblado y listo para instalar.

## Historial de combate
A este sistema de armas se le atribuye una baja: el 10 de abril de 1945, Fritz Kelb derribó un Avro Lancaster de la RAF con el Jagdfaust. Aunque los resultados iniciales eran prometedores, la guerra terminó antes que fuese ampliamente utilizado. Se cree que solamente dos aviones fueron armados con éste.